# Guerra Etólia
A Guerra Etólia (191–189 a.C.) foi travada entre as forças da República Romana e seus aliados, a Liga Aqueia e o Reino da Macedônia, contra a Liga Etólia e a Atamânia. Os etólios, ansiosos para verem os romanos fora da Grécia, convidaram Antíoco III, o Grande, do Império Selêucida, que foi derrotado e retornou para a Ásia. Os etólios se viram sem aliados na Grécia e foram atacados pelos romanos. Depois de um ano de lutas, os etólios foram derrotados e forçados a pagar uma indenização de 1 000 talentos de prata a Roma.

## Contexto
Depois da derrota macedônica na Segunda Guerra Macedônica, uma disputa se iniciou entre romanos e etólios sobre os termos do tratado. Os romanos convenceram os demais aliados, o Reino de Pérgamo e a Peraia Rodense, e os etólios foram derrotados. Ansiosos por vingança, os etólios enviaram, em 192 a.C., emissários ao rei de Esparta, Nábis, a Filipe V da Macedônia e ao imperador selêucida Antíoco III, o Grande. Nábis, que já havia sido forçado a aceitar termos humilhantes depois de ser derrotado por Roma e pela Liga Aqueia, aceitou, mas acabou assassinado pelos etólios. Filipe, que ainda estava pagando indenização a Roma depois de sua derrota na Segunda Guerra Macedônica e tinha seu filho e herdeiro preso como refém em Roma, rejeitou oferta. Já Antíoco percebeu na situação uma oportunidade de voltar a expandir seu território para a Europa e aceitou a aliança, partindo de imediato para a Grécia.
Antíoco desembarcou em Demétrias com 10 000 infantes e 500 cavaleiros e imediatamente começou a tentar recrutar mais cidades gregas para sua aliança contra Roma. Os romanos, alertados da chegada de Antíoco à Grécia, enviaram o cônsul Mânio Acílio Glabrião à frente de um exército consular para derrotá-lo. Os dois exércitos se enfrentaram na Batalha de Termópilas e apenas 500 selêucidas sobreviveram. Depois desta derrota, Antíoco e os sobreviventes de seu exército voltaram para a Ásia, mas foi perseguido pelos romanos e seus aliados na Guerra romano-selêucida.

## Campanha tessália
Na Grécia, os etólios e atamânios se viram sem aliados e o exército romano marchou sem enfrentar resistência para a Tessália. Acílio Glabrião enviou emissários para a guarnição etólia que defendia a cidade de Heracleia pedindo a rendição imediata da cidade e urgindo os etólios a buscarem o perdão de seus atos no Senado Romano. Os etólios não responderam e os romanos se prepararam para tomar a cidade à força. O cerco começou com um ataque às muralhas com aríetes e, para impedi-los, os etólios saíram várias vezes pelos portões. O cerco se revelou bastante cansativo para os defensores, pois os romanos dispunham de uma grande quantidade de homens e podiam substituir as tropas cansadas sem problemas, ao passo que os etólios, presos no interior da cidade, estavam impedidos de fazer o mesmo.
Depois de 24 dias de luta, o cônsul sabia que os etólios estavam exaustos pela duração do cerco e por relatos de desertores e arquitetou um plano para encerrar a batalha. À meia-noite, ele sinalizou para que todos os soldados voltassem para o acampamento com ordens de se manterem quietos até às três da manhã, quando deveriam retomar o cerco. Quando o cerco foi interrompido, os etólios, acreditando que os romanos estavam também exaustados, deixaram seus postos e foram descansar. Percebendo que seu engodo havia dado cerco, Acílio Glabrião ordenou um ataque total a partir de três diferentes direções. Quando foram acordados pelo clamor do exército romano se aproximando, os etólios se apressaram em retomar seus postos na escuridão da noite para impedir os romanos, que já escalavam a muralha. Neste momento, Acílio Glabrião ordenou que Tibério Semprônio, que havia ficado na reserva, atacasse um setor da muralha que havia permanecido indefeso. Ao perceberem o ataque de Semprônio, os etólios recuaram e se refugiaram na cidadela, deixando a cidade à mercê dos romanos, que passaram a saqueá-la.
Depois do saque, o cônsul dividiu seu exército em dois grupos. O primeiro deveria circundar a cidade até um morro do outro lado que tinha uma altura equivalente à da cidadela e de onde podiam atirar projéteis sobre os defensores. O segundo atacaria a cidadela pela frente. Ao perceberem a tática dos romanos, os etólios se renderam, incluindo o comandante da guarnição, Damócrito.
Enquanto os romanos atacavam Heracleia, Filipe e seu exército, apoiado por uns poucos romanos, começaram a cercar Lâmia, que ficava a cerca de dez quilômetros. Insatisfeito com o progresso do cerco, Filipe se encontrou com alguns dos cidadãos mais proeminentes da cidade tentando obter uma rendição antes que notícias da captura de Heracleia os convencesse a se renderem aos romanos. Os temores de Filipe se realizaram com a chegada de um mensageiro romano que ordenou que ele levantasse o cerco e partisse de Lâmia.

## Etólia
Os etólios, que ainda aguardavam um retorno de Antíoco com reforços, enviaram-lhe uma embaixada. Antíoco entregou-lhes dinheiro e prometeu enviar recursos em breve. Porém, a queda de Heracleia foi um duro golpe para os etólios, que enviaram emissários também aos romanos. O cônsul lhes concedeu uma trégua de dez dias e enviou Lúcio Valério Flaco para discutir com as cidades etólias os termos de uma possível rendição. Os romanos exigiam que lhes fossem entregues Dicaarco, Monestas de Epiro e Aminandro da Atâmania e os etólios concordaram, enviando seus homens para prender os três. Porém, três dias depois, Nicandro, um dos enviados à corte de Antíoco, chegou à Etólia depois de ter sido preso por Filipe V. Sua chegada com notícias de que Antíoco enviaria reforços conveceu os etólios a continuarem a guerra.
Quando Acílio Glabrião soube que os etólios não cumpririam as exigências dos romanos, ele invadiu a Etólia e cercou Naupacto. O cerco já durava dois meses quando Tito Quíncio Flaminino, um general romano bastante respeitado pelos gregos, chegou e, durante uma inspeção às muralhas da cidade, foi reconhecido pelos defensores, que correram em sua direção implorando para que ele os salvasse. Os líderes etólios saíram para se encontrar com Flaminino e concordaram quando ele propôs enviar um emissário a Roma para defender a causa etólia. O exército romano levantou o cerco e marchou para Fócida.
Quando os emissários voltaram de Roma e informaram que não havia esperança de paz, os etólios tomaram o passo do monte Corax para impedir o avanço romano. Os aqueus começaram saquear a costa etólia de frente para o Peloponeso. Os etólios esperavam que Acílio Glabirão retomasse o ataque a Naupacto, mas, ao invés disto, ele atacou Lâmia. Apesar da grande confusão, os lamienses conseguiram repelir o primeiro assalto romano, mas acabaram sucumbindo aos repetidos ataques romanos.
Os romanos, com o caminho até Naupacto bloqueado, atacaram Anfissa, derrubando parte da muralha da cidade com suas armas de cerco. Porém, os habitantes continuaram defendendo a cidade até a chegada do novo cônsul, Lúcio Cornélio Cipião, que veio com seu famoso irmão, Cipião Africano. Os defensores recuaram para a cidadela e emissários vindos de Atenas convenceram os romanos a negociarem uma paz com os etólios.

## Tratado
Os romanos concordaram com um tratado que efetivamente reduziu a Liga Etólia a um estado cliente de Roma. Os etólios estavam obrigados a lutar ao lado dos romanos em suas guerras e a aceitar os mesmos aliados e inimigos de Roma como seus próprios; deveriam ainda pagar uma indenização de guerra, entregar prisioneiros e desertores que mantinham consigo e entregarem reféns para serem levados a Roma.